# Kalle Anka på tivoli
Kalle Anka på tivoli (engelska: A Good Time for a Dime) är en amerikansk animerad kortfilm med Kalle Anka från 1941.

## Handling
Kalle Anka besöker ett lokalt tivoli. Han blir snabbt förtjust i spelhallen. Där får han bland annat se bildspel med en exotisk dansös, han försöker få tag på en kamera från en kloautomat och senare vill han ta en tur med ett flygplan. Han får dock många problem med apparaterna han prövar på.

## Om filmen
Filmen hade svensk premiär den 8 december 1941 på Sture-Teatern i Stockholm som innehåll i kortfilmsprogrammet Kalle Anka bjuder på fest, tillsammans med fem kortfilmer till; Plutos lekkamrat, Kalle Anka i hönshuset, Höjden av surfing (ej Disney), Jan Långben och trollkofferten och Kalle Anka som brandsoldat. Efteråt visades dessutom den svenska kortfilmen Tomten.
Denna kortfilm visades som separat kortfilm i Sverige första gången året därpå den 12 januari på biografen Spegeln som också ligger i Stockholm.

## Rollista
- Clarence Nash – Kalle Anka[7]